# Labuissière
Labuissière is een deelgemeente van de Waalse gemeente Merbes-le-Château in de Belgische provincie Henegouwen. Labuissière was een zelfstandige gemeente, tot die bij de gemeentelijke herindeling van 1977 toegevoegd werd aan de gemeente Merbes-le-Château.

## Demografische ontwikkeling
- Bronnen:NIS, Opm:1831 tot en met 1970=volkstellingen, 1976= inwoneraantal op 31 december

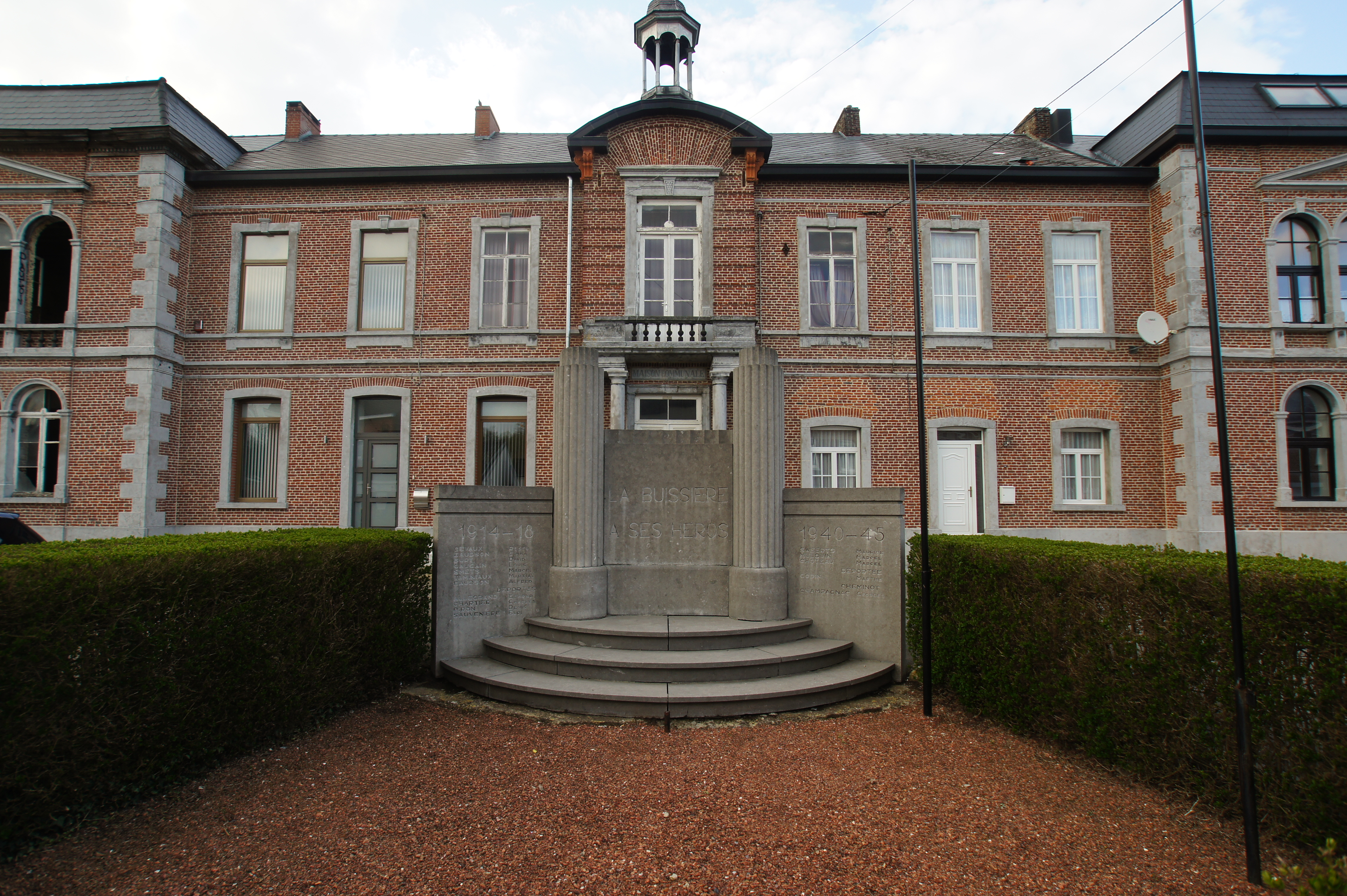
Oud gemeentehuis en oorlogsmonument